# NGC 7622
NGC 7622 is een elliptisch sterrenstelsel in het sterrenbeeld Toekan. Het hemelobject werd op 1 november 1834 ontdekt door de Britse astronoom John Herschel.

## Synoniemen
- ESO 148-8
- AM 2318-622
- PGC 71187